# Anton Schnyder
Anton Schnyder (Soletta, 22 ottobre 1936 – Muttenz, 4 gennaio 2023) è stato un calciatore svizzero, di ruolo centrocampista.

## Carriera

### Club
Ha sempre giocato nel campionato svizzero.

### Nazionale
Ha collezionato 3 presenze con la propria Nazionale.

## Palmarès

### Club
- Campionato svizzero: 5

Young Boys:  1957-1958, 1958-1959, 1959-1960
Basilea:  1966-1967, 1968-1969
- Coppa Svizzera: 2

Young Boys:  1957-1958
Basilea: 1966-1967
- Coppa delle Alpi: 1

Basilea: 1968-1969